# Беррес Фредерік Скіннер
Бе́ррес Фре́дерік Скі́ннер (англ. Burrhus Frederic Skinner; 20 березня 1904, Сасквегенна, Пенсільванія — 18 серпня 1990) — американський психолог, винахідник і письменник.
Вніс величезний вклад у розвиток і популяризацію біхевіоризму — школи психології, що розглядає поведінку людини як результат попередніх впливів навколишнього середовища. Скіннер найбільш відомий своєю теорією оперантного навчання, меншою мірою — завдяки художнім і публіцистичним творам, в яких він просував ідеї широкого застосування в біхевіоризмі технік модифікації поведінки (наприклад, програмованого навчання) для поліпшення суспільства і ощасливлення людей, як форму соціальної інженерії.
У 1972 Американська психологічна асоціація (в якій вже на той час налічувалося близько ста тисяч членів) назвала найвидатніших психологів XX століття. По їх майже одностайній думці, цей почесний список очолив у ту пору Б. Ф. Скіннер, який випередив навіть Фрейда (той був названий другим).

## Біографія
На становлення Скіннера як психолога, вплинув візит до бібліотеки. Так як він мав планував стати письменником, то він працював з книжками. І під час роботи в нью-йоркській книгарні, до його рук потрапили праці Джона Б. Ватсона та Івана Павлова. Фредерік так захопився темою цих авторів, що передумав займатися письменництвом і вирішив присвятити себе психології.
1928 року, коли йому було 24 роки, він вступив на психологічний факультет Гарвардського університету, де Вільям Крозье очолював на той момент факультет фізіології. Але самого Вільяма більше цікавило не внутрішні процеси в організмі тварин, а поведінка тварин, що згодом цікавило Скіннера. Фредерік Скіннер хотів займатися у сфері, пов'язаною із вивченням зв'язку між поведінкою та експериментальними умовами. Ідеї Крозьє перегукувалися у цій сфері.
Помер Скіннер від лейкемії 18 серпня 1990 року в Кембриджі, штат Массачусетс. У 1990 році за кілька тижнів до смерті Скіннер дав радіо інтерв'ю CBS. Коли репортер запитав Скіннера, чи боїться він смерті, Скіннер відповів: «I do not believe in God, so I'm not afraid of dying» (Я не вірю в Бога, тому я не боюся смерті).
Згідно оглядам, проведеними психологами, Скіннер був одним з найбільш впливових психологів XX століття. Він отримав багато професійних нагород, а перед самою смертю удостоївся безпрецедентної честі: прижиттєвого занесення до почесного списку за видатний внесок у психологію Американської асоціації психологів (American Psychological Association, 1990).

## Нагороди Скіннера
Робота Б. Ф. Скіннера істотно вплинула на світову психологію, а саме його концепція оперантного обумовлення, і вкладу в біхевіоризм. Серед найважливіших відзнак Скіннера:
- національна наукова медаль США, вручена президентом Ліндоном Б. Джонсоном (1968);
- золота медаль Американської психологічної асоціації (1971);
- премія «Людина року» (1972);
- нагорода «За визначний внесок у психологію» (1990)